# James N. Layne
James Nathaniel Layne (* 16. Mai 1926 in Chicago, Illinois; † 10. Juni 2017 in Lake Placid, Florida) war ein US-amerikanischer Zoologe.

## Leben
Layne war der Sohn von Leslie J. und Harriet Layne, geborene Hausman. Er wuchs in den Chicagoer Stadtvierteln Irving Park und Rogers Park auf. Als er 6 Jahre alt war, verließ sein Vater die Familie, woraufhin er und sein jüngerer Bruder von seiner Mutter während der Great Depression allein großgezogen wurden. Sein wachsendes Interesse an der Naturgeschichte wurde von seiner Mutter gefördert. Im Alter von 12 Jahren wurde er Falkner und verbrachte seine Highschool-Jahre damit, Buntfalken zu fangen und zu trainieren und viele Stunden mit der Beobachtung von Greifvögeln in den Cook County Forest Preserves zu verbringen.
Auch seine Biologielehrerinnen förderten seine Leidenschaft für Greifvögel, nahmen ihn mit auf Exkursionen und ermutigten ihn zusammen mit seinem Englischlehrer zum Schreiben. Sein erster wissenschaftlicher Aufsatz, der 1943 im Illinois Audubon Society Bulletin veröffentlicht wurde, entstand noch während seiner Highschool-Zeit. Von 1943 bis 1946 diente Layne bei den United States Army Air Forces, wo er von 1943 bis 1944 als Flugvorbereitungskadett und von 1944 bis 1946 im aktiven Dienst tätig war. Während seiner Stationierung im Südosten der USA lernte er den Ornithologen Philip Strong Humphrey (1926–2009) kennen, der später das Naturkundemuseum der University of Kansas leiten sollte. Durch dessen Einfluss entwickelte Layne ein breites Interesse an Vögeln und entschied sich für eine akademische Ausbildung in der Ornithologie.
Nach seiner Entlassung aus der Armee im August 1946 schrieb er sich am Chicago City Junior College ein, wechselte aber nach einem Jahr an die Cornell University nach Ithaca, New York, wo er den Lehrgang in Wirbeltierzoologie von Edward C. Raney (1909–1984) und William J. Hamilton, Jr. belegte, was fortan sein Interesse auf Säugetiere und Fische erweiterte. 1950 erwarb er den Bachelor of Arts, ohne sich auf eine bestimmte Wirbeltiergruppe festzulegen, bis Hamilton ihm eine Assistentenstelle für die Arbeit an Säugetieren anbot. Im August desselben Jahres heiratete er Lois Linderoth, mit der fünf Töchter hatte. Während seiner Laufbahn bei der Air Force und während seines Studiums veröffentlichte Layne weitere 15 Arbeiten. Seine erste Arbeit über Säugetiere war eine allgemeine Notiz im Journal of Mammalogy im Jahr 1951, in der er beschrieb, wie ein Nordopossum (Didelphis virginiana) seinen Schwanz zum Tragen von Nistmaterial verwendete. 1954 wurde er mit der Dissertation A study of the red squirrel, Tamiasciurus hudsonicus loquax (Bangs), in central New York. zum Ph.D. an der Cornell University promoviert.
Im selben Jahr wurde er Assistant Professor in der Abteilung für Zoologie und im Cooperative Wildlife Research Laboratory der Southern Illinois University Carbondale. 1955 wechselte er an die University of Florida in Gainesville, wo er bis 1959 Assistant Professor und anschließend bis 1963 außerordentlicher Professor war. Im selben Zeitraum war er Assistenz- und außerordentlicher Kurator für Säugetiere im Florida State Museum.
1963 kehrte er an die Cornell University zurück, wo er die von Hamilton nach seiner Pensionierung frei gewordene Stelle übernahm. Er blieb bis 1967 in Cornell und war von 1967 bis 1976 der erste Forschungsdirektor der Archbold Biological Station, einem Forschungsinstitut in der Nähe von Lake Placid, Florida. Gleichzeitig war er als Archbold Curator of Mammals im American Museum of Natural History tätig. Nach seiner Pensionierung im Jahr 1993 setzte er seine Forschungen als emeritierter leitender Forschungsbiologe fort.
Als Professor an der Cornell University leitete er neun Doktoranden und fünf Masterstudenden durch ihre Abschlüsse.
Obwohl Layne in Säugetierkunde ausgebildet wurde und Säugetiere das Hauptthema seiner zahlreichen Veröffentlichungen waren, umfasste seine Forschung auch Studien über Fische, Amphibien, Reptilien, Vögel und die Pflanzenökologie. Seine Forschungen über den Schopfkarakara (Caracara cheriway), den Buntfalken (Falco sparverius) und andere Greifvögel Floridas zeugen von seinem lebenslangen Interesse an Greifvögeln. Seine Bibliographie umfasst eine breitgefächerte Mischung von Themen, die sich über Naturgeschichte, Ökologie, Verhalten, Parasitologie, Anatomie, Physiologie, Systematik sowie Wachstum und Entwicklung erstrecken.
Er förderte auch die 1969 von Glen Everett Woolfenden (1930–2007) von der University of South Florida begonnenen Langzeitstudien über den Floridahäher (Aphelocoma coerulescens), die zu einem umfassenden Verständnis der Ökologie und des Verhaltens dieser bedrohten endemischen Art in Florida geführt haben.
Layne war Mitglied zahlreicher wissenschaftlicher Gesellschaften und engagierte sich vor allem in der American Society of Mammalogists (ASM) während seiner Jahre an der Cornell University und während seiner Zeit an der Archbold Biological Station, bevor er Geschäftsführer der ASM wurde. Er war von 1962 bis 1965 gewählter Direktor der ASM, von 1965 bis 1970 Vizepräsident und von 1970 bis 1972 Präsident. Außerdem war er von 1969 bis 1978 Herausgeber der Sonderpublikationen. Auch in den Komitees der ASM war er sehr aktiv, darunter im Komitee für Meeressäuger, im Komitee für Ehrenmitgliedschaften, im Resolutionskomitee, im Komitee für Zuschüsse, im Komitee für internationale Beziehungen, im Redaktionskomitee, im Komitee für systematische Sammlungen, im Komitee für die Überprüfung der ständigen Ausschüsse und im Komitee für die Verleihung des C. Hart Merriam Award. 1976 war Layne der erste Preisträger dieser Auszeichnung und 1993 wurde er zum Ehrenmitglied der ASM ernannt.
Zu seinen Aktivitäten in anderen Verbänden gehört die Präsidentschaft der Organization of Biological Field Stations und der Florida Academy of Sciences. Darüber hinaus war er in einer Reihe von Vorständen von Umweltorganisationen und beratenden Ausschüssen der Florida Game and Fresh Water Fish Commission, des United States Fish and Wildlife Service und anderer staatlicher Stellen tätig. Zudem war er Fellow der American Association for the Advancement of Science.